# Flapp
Flappar är samlingsnamnet på foner som produceras genom att den aktiva artikulatorn sveper förbi eller studsar mot artikulationsstället utan att stänga passagen.
Även begreppet tappar används, i synnerhet då den aktiva artikulatorn är tungspetsen.
I svenskan används allmänt inga flappar, men de kan uppstå i tal, bland annat som en underartikulerad form av tungspets-r.